# Chaosium
Chaosium — компания — разработчик настольных ролевых игр.
Основана Грегом Стэффордом (Greg Stafford)в 1975 году.
Первой выпущенной игрой была настольная игра «Белый медведь и красная луна» (англ. White Bear and Red Moon, которая позже, в 1981 году, была переиздана под названием Dragon Pass. В этой игре впервые упоминалась Глоранта — фэнтезийный мир, который послужил основой для ролевых игр RuneQuest, Hero Wars и HeroQuest.
Правила, использовавшиеся в первой игре «Chaosium» RuneQuest, впоследствии превратились в ролевую систему, Basic Role-Playing (BRP).
«Chaosium» и Грег Стэффорд также являются создателяи настольной ролевой игры «Пендрагон» по циклу мифов о короле Артуре, которая теперь издаётся фирмой White Wolf Publishing.
Также Chaosium выпустила следующие игры:
- Mythos,
- Elfquest,
- Worlds of Wonder,
- Superworld,
- Hawkmoon,
- Prince Valiant.

Некоторые продукты Chaosium были переведены на французский, немецкий, испанский и итальянский языки.
Во время бума коллекционно-карточных игр, Chaosium выпустил Mythos CCG. Первоначальный успех не помог компании преодолеть кризис и в конце 1990-х она распалась на несколько фирм. Каждая фирма занялась поддержкой нескольких продуктов, выпущенных ранее.
«Green Knight Publishing» сфокусировалось на игре «Пендрагон», «Chaosium» оставили себе «Зов Ктулху», «Буреносца» и «Мифы», а Грег Стэффорд основал компанию «Issaries, Inc.» для публикации HeroQuest и сосредоточился на создании игровых материалов по миру Глоранты.